# Майстершванден
Майстершванден (нем. Meisterschwanden) — коммуна в Швейцарии, в кантоне Аргау.
Входит в состав округа Ленцбург.  Население составляет 2369 человек (на 31 декабря 2007 года). Официальный код  —  4202.

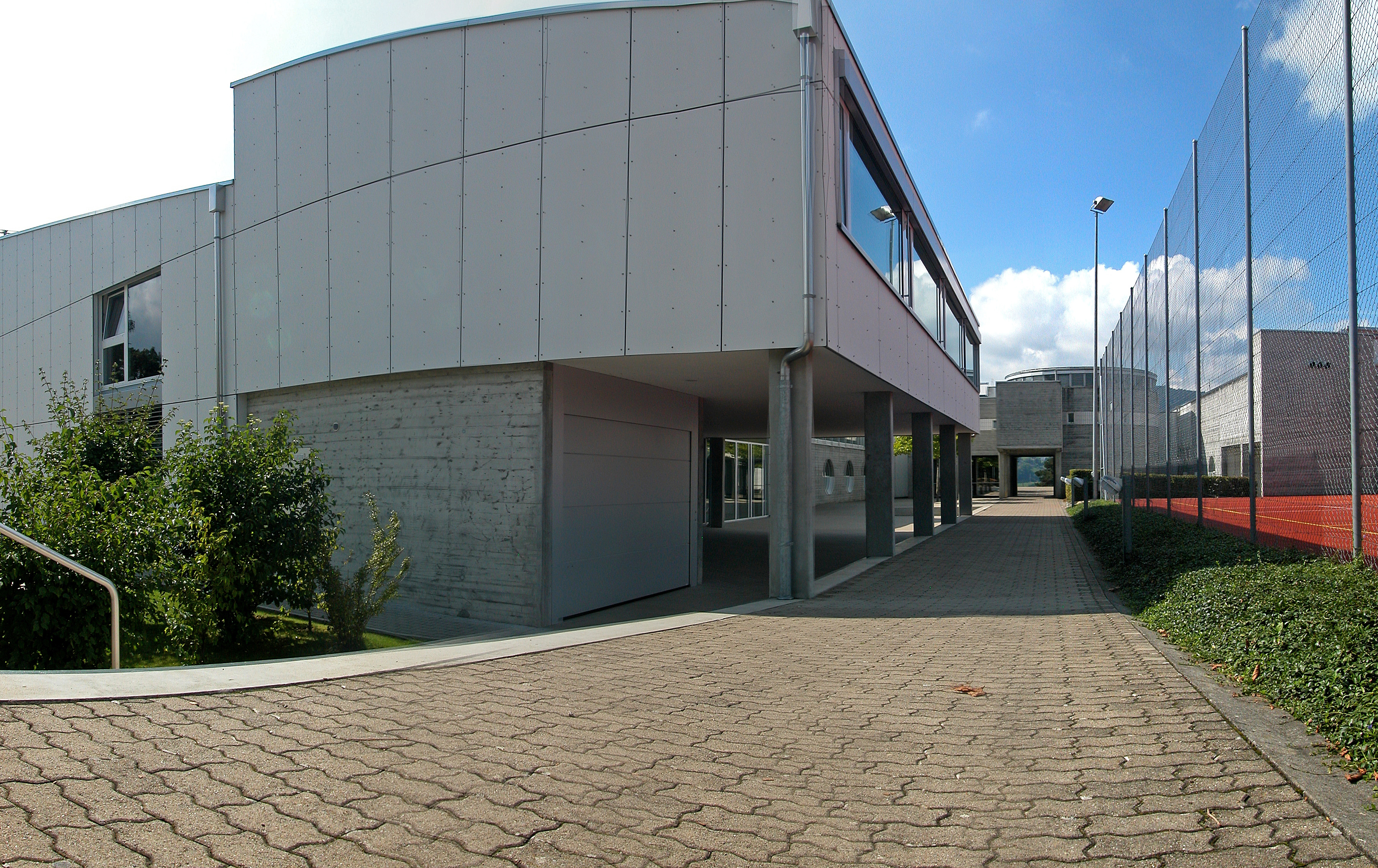
Майстершванден